# دالة عودية بدائية
الدوال العودية البدائية (Primitive Recursive Functions) هي فئة من الدوال الرياضية التي تلعب دورًا مهمًا في نظرية الحوسبة. تُستخدم هذه الدوال لوصف مجموعة من العمليات الحسابية التي يمكن تنفيذها بطريقة محددة وبدون استخدام العودية غير المحدودة. في هذا البحث، سنستعرض تعريف الدوال العودية البدائية، خصائصها، أمثلة عليها، وأهميتها في علوم الحاسوب.

## تعريف الدوال العودية البدائية
الدوال العودية البدائية هي دوال يمكن تعريفها باستخدام مجموعة محددة من العمليات الأساسية، وهي تشمل:
الدوال الأساسية:
- الدالة الصفرية: تُعرف بأنها Z(n)=0 لكل n.
- الدالة التالية: تُعرف بأنها S(n)=n+1 لكل n.
- الدالة الثابتة: تُعرف بأنها C(k)=k حيث k هو عدد ثابت.

الدوال المولدة:
- الدالة المضافة: تُعرف بأنها P(m,n)=m+n.
- الدالة الضربية: تُعرف بأنها M(m,n)=m×n.
- الدالة القسمة: يمكن تعريفها باستخدام الدوال السابقة.

الدوال العودية:
يمكن تعريف دالة جديدة باستخدام دوال عودية بدائية أخرى. على سبيل المثال، يمكن تعريف دالة مثل F(n) باستخدام دالة أخرى G(n,m) بحيث: F(0)=1 F(n)=G(n−1,F(n−1))

## خصائص الدوال العودية البدائية
- الحسابية: جميع الدوال العودية البدائية قابلة للحساب، مما يعني أنه يمكن حساب قيمتها باستخدام خوارزمية.
- غير محدودة: لا تستخدم العودية غير المحدودة، مما يعني أن كل دالة يمكن حسابها في عدد محدود من الخطوات.
- تضمين: كل دالة خطية، دالة متعددة الحدود، ودالة مثل دالة فيبوناتشي (عندما تُعرف بطريقة معينة) هي دوال عودية بدائية.

## أمثلة على الدوال العودية البدائية
- دالة فيبوناتشي: يمكن تعريفها كدالة عودية بدائية على النحو التالي:

F(0)=0
F(1)=1
F(n)=F(n−1)+F(n−2) (لـ n>1)
- دالة القوي: تُعرف دالة القوة P(x,n)=x

n
```
 باستخدام الدوال العودية البدائية:
```

P(x,0)=1
P(x,n)=x×P(x,n−1) (لـ n>0)
- دالة القسمة: يمكن تعريف دالة القسمة باستخدام الدوال العودية البدائية، حيث تُستخدم دالة الطرح بشكل متكرر.

## أهمية الدوال العودية البدائية
- نظرية الحوسبة: تُعتبر الدوال العودية البدائية جزءًا أساسيًا من نظرية الحوسبة، حيث تساعد في فهم كيفية حساب الدوال بشكل فعال.
- البرمجة: تُستخدم في تصميم الخوارزميات، حيث يمكن استخدام الدوال العودية البدائية لتطوير خوارزميات فعالة.
- التحليل الرياضي: تُستخدم في دراسة الخصائص الرياضية للدوال وكيفية تصنيفها.

## الخاتمة
تعتبر الدوال العودية البدائية جزءًا أساسيًا من دراسة الحوسبة والرياضيات. من خلال فهم هذه الدوال، يمكننا تطوير خوارزميات فعالة وتحليل الخصائص الرياضية للدوال. إن الدوال العودية البدائية تمثل نقطة انطلاق لفهم أعمق لمفاهيم الحوسبة.